# Lluís Fullana
Pour les articles homonymes, voir Fullana.
Lluís Fullana i Mira, né à Benimarfull (province d'Alicante) le 5 janvier 1871 et mort à Madrid le 21 juin 1948, est un grammairien, érudit et religieux de la région de Valence, en Espagne.

## Biographie

### Religieux
Il fait sa profession religieuse chez les franciscains en 1890. Il travaille au collège franciscain d'Ontinyent (province de Valence). En 1896 il est ordonné prêtre.
Il est fondateur du couvent franciscain de Sant Llorenç et supérieur de sa communauté, également élu par les franciscains comme ministre provincial de Valence.[réf. nécessaire]
Il est choisi comme confesseur par la régente Marie-Christine et comme compagnon de voyage du prince de Savoie.[réf. nécessaire]

### Grammairien
En tant que grammairien, Fullana est surtout connu pour ses travaux consacrés au catalan-valencien. Son évolution et ses postures parfois incohérentes ont fait l'objet de divers commentaires et appréciations.
En 1906, il participe au Premier congrès international de la langue catalane où il donne une conférence sur la conjugaison catalane, Característiques catalanes usades en lo reine de Valencia (« Caractéristiques catalanes usitées dans le royaume de Valence »),. Il y affirme notamment que « écrire toutes les caractéristiques catalanes utilisées dans le royaume de Valence équivaudrait à écrire une grammaire catalane et mettre sur la couverture : Grammaire de la langue valencienne ». Le travail est primé aux Jeux floraux célébrés en 1907.
Lors du Congrès, cet exposé est sévèrement critiqué par le linguiste allemand Bernhard Schädel (es), jugeant très mince l'apport de cette contribution. Malgré les critiques, Fullana exprimera à Antoni Maria Alcover sa satisfaction quant au résultat du congrès. Cependant, des auteurs comme Germà Colón ont voulu voir dans cet incident et d'autres une cause du changement ultérieur de la posture de Fullana sur la question de l'unité du catalan-valencien. Pour sa part, Antoni Ferrando affirme : « les connivences de Fullana avec les classes dominantes valenciennes l'éloignèrent progressivement non seulement de toute tentative de collaboration avec Fabra, mais y compris des contacts épistolaires avec Alcover lui-même, lequel, bien qu'il ait été écarté de l'IEC [en juin 1918], n'a jamais cessé de proclamer ouvertement l'unité et la catalanité de la langue partagée par les Valenciens, les Baléares et les Catalans », par exemple lors de sa participation en tant que mainteneur des Jeux floraux à Valence en 1918.
En 1908, Fullana publie Ullada general sobre la Morfologia Catalana (« Coup d'œil général sur la morphologie catalane »), travail descriptif partiellement basé sur ceux du grammairien et jésuite Jaume Nonell i Mas (ca), dont il ne corrige pas les principaux défauts.
En 1913, Lo Rat Penat lui confie une étude publiée en mars de la même année, dans le but d'unifier, dans la plupart des cas, les orthographes usitées en Catalogne et au Pays valencien.
Autour de 1914-15, il change progressivement de posture concernant la considération du valencien comme élément de la langue catalane. Il publie alors différents travaux qui montrent des variations dans son point de vue et parfois des incohérences.
En 1915, en tant que membre de l'Académie de la langue catalane, créée à la suite des normes publiées par l'Institut d'Estudis Catalans (IEC), il publie à la demande du Centre de culture valencienne, dont il est désigné directeur honoraire, Gramàtica elemental de la llengua valenciana, dans laquelle il adopte une position en partie convergente avec celles de l'IEC, avec toutefois certaines solutions orthographiques dialectales.
Vers la même période, il entretient une correspondance avec Antoni Maria Alcover à travers laquelle il apporte sa contribution aux travaux préparant le Diccionari català-valencià-balear.
En 1918, il publie dans l'Almanach de Las Provincias sa conférence intitulée «La cooficialitat de la llengua valenciana» (« La coofficialité de la langue valencienne ») réalisée à la demande de la députation provinciale de Valence.
Sa posture dialectaliste, dont on peut retrouver des traces dès 1912 dans son Estudi sobre filologia valenciana, s'accentue ensuite avec Compendi de la gramàtica valenciana (1921) et Vocabulari ortogràfic valencià-castellà (1921), pour culminer avec une rupture complète vis-à-vis des normes proposées par Pompeu Fabra dans son Ortografia valenciana (1932).
Il défendait pour la langue catalane une dénomination qui ne fasse pas référence à une partie déterminée du domaine linguistique (comme c'était le cas de « catalan », « valencien » et « baléare ») et fait la proposition de désigner la langue par le terme de « limousin » ou « langue limousine », qui avait été utilisée par certains auteurs à partir du XVIe siècle, mais qui n’obtint pas de soutien de la part des académiciens, ces derniers arguant de l'absence de filiation effective entre leur langue et l'authentique « limousin », dialecte occitan parlé dans la région de Limoges.[réf. nécessaire]
Il semble donc qu'il ait évolué depuis une posture unitaire vers le sécessionnisme linguistique. Paradoxalement, en 1932 il est le premier signataire des Normes de Castellón, qui se veulent une adaptation au valencien de la normative de Fabra, auxquelles souscrivent massivement les écrivains et milieux culturels valenciens. Un an plus tard, en 1933, Fullana réédite son Ortografia valenciana, sans l'adapter à la nouvelle normative. Ce n'est qu'après la guerre civile espagnole que Francesc Ferrer i Pastor sera autorisé à rééditer sa grammaire valencienne, cette fois adaptée aux Normes de Castellón.[réf. nécessaire]
En novembre 1928, il intègre l'Académie royale espagnole. Son discours d'entrée est intitulé « Origen del valenciano y demás lenguas románicas » (« Origine du valencien et des autres langues romanes »). Il consacre à cette institution les dernières années de sa vie. Il meurt à Madrid le 21 juin 1948.
À la fin des années 1970, certains travaux de Fullana sont repris à leur compte par des secteurs liés au mouvement anticatalaniste et régionaliste valencien connu sous le nom de « blavérisme », notamment par le groupe d'extrême droite Grup d'Accio Valencianista.

### Travaux historiques
Fullana est également l'auteur des travaux historiques d’Historia de la villa y condado de Cocentaina (« Histoire de la ville et comté de Cocentaina », 1920), d'une étude intitulée Los caballeros de apellido March en Cataluña y Valencia (« Les chevaliers nommés March en Catalogne et à Valence », 1935) et d'Historia de los virreyes y capitaines generales de Valencia (« Histoire des vice-rois (es) et capitaines généraux de Valence », partiellement publié en 1936), consacrés au royaume de Valence,.